# یواف‌سی در ای‌اس‌پی‌ان: دولیدزه در مقابل هرناندز
یواف‌سی در ای‌اس‌پی‌ان: دولیدزه در مقابل هرناندز (انگلیسی: UFC on ESPN: Dolidze vs. Hernandez) (همچنین با نام های یواف‌سی در ای‌اس‌پی‌ان ۷۲ و یواف‌سی وگاس ۱۰۹ شناخته می شود) یک رویداد هنرهای رزمی ترکیبی بود که توسط یواف‌سی تهیه شد و در ۹ اوت ۲۰۲۵ در یواف‌سی اپکس در اینترپرایز لاس وگاس واقع در ایالات متحده آمریکا برگزار شد.

## زمینه
یک مسابقه میان‌وزن بین رومن دولیدزه و آنتونی هرناندز ، قهرمان سابق میان وزن LFA، در صدر این رویداد قرار گرفت. در ابتدا قرار بود آنها در مسابقات یواف‌سی ۳۰۲ در ژوئن ۲۰۲۴ به رقابت بپردازند، اما هرناندز به دلیل پارگی رباط دست، مجبور به ترک مسابقه شد.
قرار بود در این رویداد، یک مسابقه خروس‌وزن زنان بین مایرا بوئنو سیلوا رقیب سابق قهرمانی خروس‌وزن زنان و جوزلین ادواردز برگزار شود. با این حال، بوئنو سیلوا به دلایل نامعلومی از شرکت در این مسابقه انصراف داد و پریسیلا کاچوئرا جایگزین او شد.
همچنین قرار بود الکس پرز و استیو ارسگ، مدعیان سابق قهرمانی مگس‌وزن، در رویداد اصلی مشترک با هم روبرو شوند. با این حال، پرز در اواسط ماه ژوئیه به دلایل نامعلومی از شرکت در این رویداد انصراف داد و پارک هیون سونگ، برنده فصل اول مگس‌وزن مسابقات Road to UFC جایگزین او شد. در عوض، پارک یک هفته قبل از رقابت در رویداد اصلی، پس از اینکه حریف اصلی امیر آلبازی، به دلیل مصدومیت مجبور به کناره‌گیری شد و در یک مسابقه خروس‌وزن، اوده آزبورن جایگزین او شد، به UFC on ESPN: Taira vs. Park منتقل شد.

## جوایز ویژه
مبارزان زیر ۵۰ هزار دلار پاداش دریافت کردند:
- مبارزه شب: هیچ جایزه‌ای به کسی تعلق نگرفت.
- اجرای شب: آنتونی هرناندز، کریستین لروی دانکن، الیجا اسمیت و جوزلین ادواردز[۱۱]